# Garth da Silva
Garth da Silva, né le 28 décembre 1973 à Wellington, est un boxeur néo-zélandais évoluant dans la catégorie des poids lourds (−91 kg). 

## Carrière sportive
Il participe aux Jeux olympiques d'été de 1996 d'Atlanta qu'il termine à la neuvième place après une victoire sur l'Irlandais Cathel O'Grady.
En 1998, il est médaillé de bronze lors de Jeux du Commonwealth.
En juin 2000, da Silva remporte la Coupe Liverpool en battant le Canadien Mark Simmons.
Il échoue à se qualifier pour les Jeux olympiques d'été de 2000 avec une décision litigieuse des arbitres lors de la finale des championnats d'Océanie contre Pauga Lalau.